# Ray Cullen
Raymond Murray Cullen (St. Catharines, Ontario, 1941. szeptember 20. – London, Ontario, 2021. március 14.) kanadai jégkorongozó.

## Pályafutása
Komolyabb junior karrierjét a St. Catharines Teepeesben kezdte 1958-ban és 1962-ig játszott itt és 1960-ban megnyerték a Memorial-kupát. Felnőtt karrierjét az EHL-es Knoxville Knightsban kezdte. Itt 67 mérkőzésen 109 pontot szerzett. Következő idényét a CPHL-ben a St. Louis Bravesben játszotta. Itt is majdnem elérte a 100 pontot. 1964-ben a Buffalo Bisonshoz került mely AHL-es csapat. 1965-ben az NHL-es New York Rangersben játszott 8 mérkőzést de a szezon többi részét a Baltimore Clippers-ben (AHL) játszotta le. A következő idényben a Detroit Red Wingsben játszott fél szezont és a másik felet a Pittsburgh Hornetsben (AHL). 1967-ben a Minnesota North Starshoz került három évre. Az 1970–1971-es szezonban vonult vissza a Vancouver Canucks csapatából.

## Karrier statisztika
| 1958–1959       | St. Catharines Teepees | OHA             | 54  | 19  | 14  | 33  | 46  | 7  | 1  | 1  | 2  | 0  |
| 1959–1960       | St. Catharines Teepees | OHA             | 48  | 48  | 29  | 77  | 60  | 17 | 15 | 17 | 32 | 20 |
| 1960–1961       | St. Catharines Teepees | OHA             | 45  | 24  | 50  | 74  | 56  | 6  | 2  | 2  | 4  | 10 |
| 1961–1962       | St. Catherines Teepees | OHA             | 50  | 36  | 42  | 78  | 63  | 6  | 4  | 2  | 6  | 0  |
| 1962–1963       | Knoxville Knights      | EHL             | 67  | 66  | 43  | 109 | 32  | 5  | 4  | 1  | 5  | 0  |
| 1963–1964       | St. Louis Braves       | CPHL            | 63  | 46  | 52  | 98  | 24  | —  | —  | —  | —  | —  |
| 1964–1965       | Buffalo Bisons         | AHL             | 70  | 28  | 36  | 64  | 18  | 9  | 3  | 6  | 9  | 17 |
| 1965–1966       | New York Rangers       | NHL             | 8   | 1   | 3   | 4   | 0   | —  | —  | —  | —  | —  |
| 1965–1966       | Baltimore Clippers     | AHL             | 63  | 27  | 46  | 73  | 40  | —  | —  | —  | —  | —  |
| 1966–1967       | Detroit Red Wings      | NHL             | 27  | 8   | 8   | 16  | 8   | —  | —  | —  | —  | —  |
| 1966–1967       | Pittsburgh Hornets     | AHL             | 28  | 15  | 14  | 29  | 8   | —  | —  | —  | —  | —  |
| 1967–1968       | Minnesota North Stars  | NHL             | 67  | 28  | 25  | 53  | 18  | 14 | 2  | 6  | 8  | 2  |
| 1968–1969       | Minnesota North Stars  | NHL             | 67  | 26  | 38  | 64  | 44  | —  | —  | —  | —  | —  |
| 1969–1970       | Minnesota North Stars  | NHL             | 74  | 17  | 28  | 45  | 8   | 6  | 1  | 4  | 5  | 0  |
| 1970–1971       | Vancouver Canucks      | NHL             | 70  | 12  | 21  | 33  | 42  | —  | —  | —  | —  | —  |
| OHA Összesített | OHA Összesített        | OHA Összesített | 197 | 127 | 125 | 252 | 225 | 36 | 22 | 22 | 44 | 54 |
| AHL Összesített | AHL Összesített        | AHL Összesített | 161 | 70  | 96  | 166 | 66  | 9  | 3  | 6  | 9  | 17 |
| NHL Összesített | NHL Összesített        | NHL Összesített | 313 | 92  | 123 | 215 | 120 | 20 | 3  | 10 | 13 | 2  |

## Díjai
- J. Ross Robertson-kupa: 1960
- Memorial-kupa: 1960
- EHL Első All-Star: 1963
- EHL Az Év Újonca: 1963
- CPHL Első All-Star Csapat: 1964
- Dudley „Red” Garrett-emlékkupa: 1965